# Allorrhina cincta
Allorrhina cincta är en skalbaggsart som beskrevs av Hippolyte Louis Gory och Achille Rémy Percheron 1833. Allorrhina cincta ingår i släktet Allorrhina och familjen Cetoniidae. Inga underarter finns listade i Catalogue of Life.